# Euagathis mayunae
Euagathis mayunae är en stekelart som beskrevs av Van Achterberg och Chen 2002. Euagathis mayunae ingår i släktet Euagathis och familjen bracksteklar. Inga underarter finns listade i Catalogue of Life.